# 日光白根山

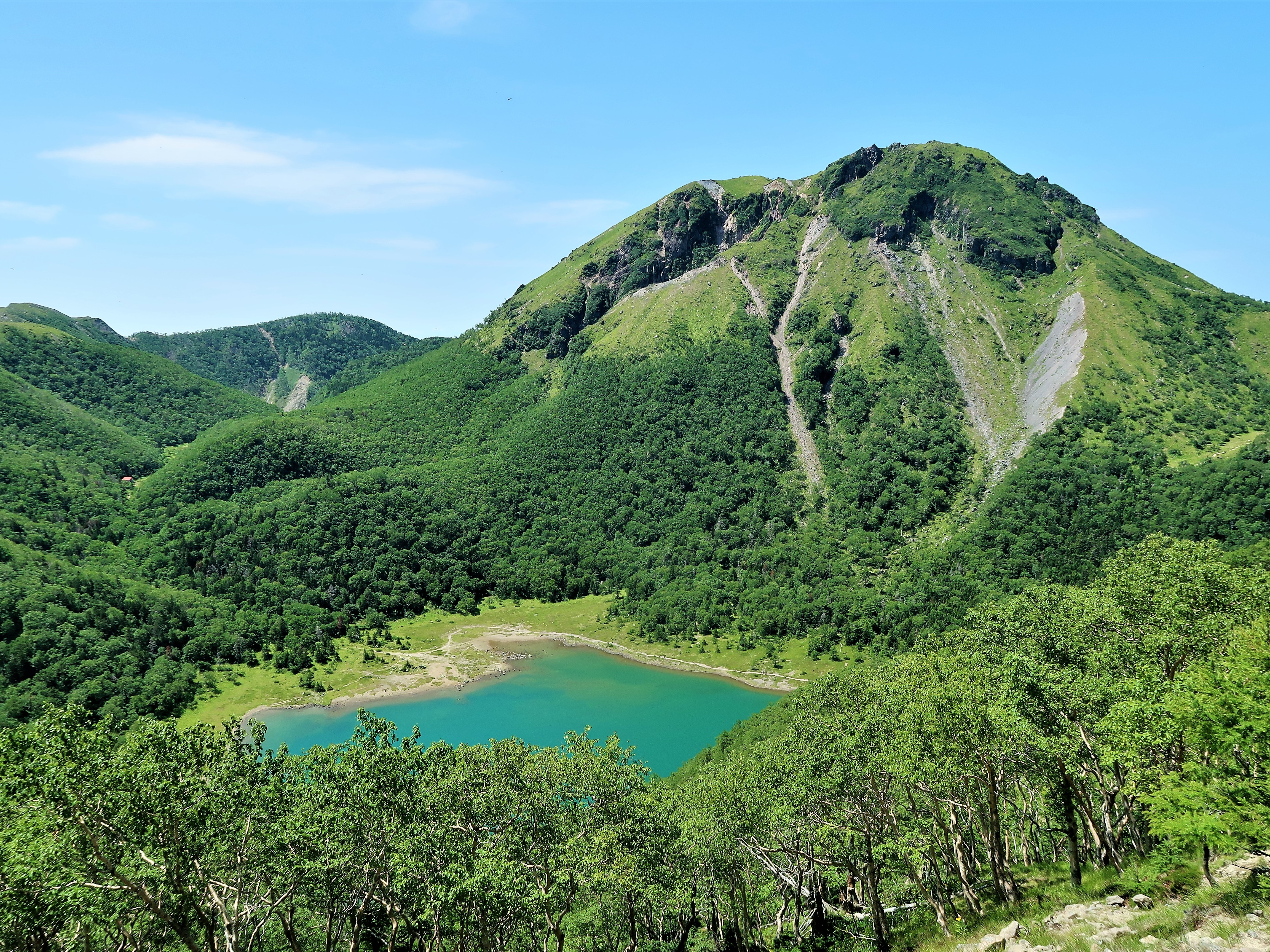
日光白根山與五色沼

日光白根山（日语：日光白根山）是一座位於日本栃木縣日光市和群馬縣利根郡片品村交界處的一座標高2,578米的山峰。日光白根山的山體是成層火山，但最高峰奧白根是熔岩圓頂丘。日光白根山是關東地方的最高峰。在日本國內日光白根山以東和以北的地區也沒有比日光白根山更高的山峰。日光白根山是日本百名山之一。

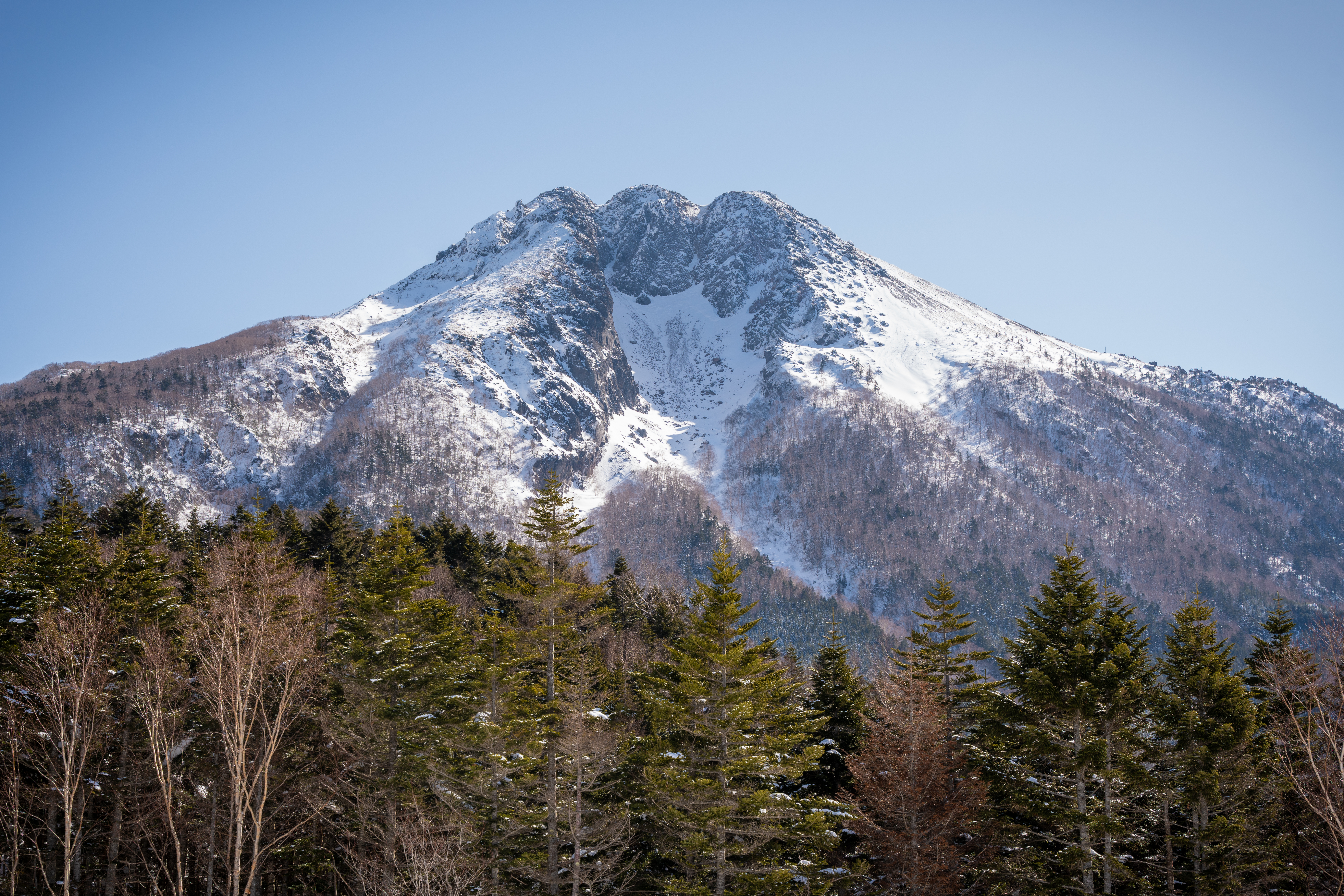
冬天的日光白根山

## 外部連結
- 国土地理院 地図閲覧サービス  2万5千分1地形図名：男体山 (北西) （页面存档备份，存于）
- 気象庁 日光白根山 （页面存档备份，存于）
- 産業技術総合研究所 地質調査総合センター 日本の第四紀火山 日光白根山
- 日本火山学会 火山学者に聞いてみよう 日光白根山

36°47′54″N 139°22′27″E / 36.7983°N 139.3742°E